# Съветският съюз във Втората световна война
Съветският съюз подписва пакт за ненападение с Нацистка Германия на 23 август 1939 г. В допълнение към клаузата за ненападение, договорът включва секретен протокол за разделяне на териториите на Румъния, Полша, Литва, Латвия, Естония, Беларус, Украйна и Финландия на немска и съветска сфери на влияние, като това предполага „териториални и политически преразпределения“ на тези страни. Йосиф Сталин и Адолф Хитлер по-късно водят преговори за съветско присъединяване към силите на Оста.
Германия напада Полша на 1 септември 1939 г. Сталин изчаква до 17 септември преди да започне свое нападение над Полша. Част от районите на Карелия и Сала във Финландия са анексирани от Съветския съюз след Съветско-финландската война. Тя е последвана от съветска анексация на Естония, Латвия, Литва и части от Румъния (Бесарабия, северна Буковина и Херца). Едва през 1989 г. Съветския съюз признава съществуването на секретния протокол към Немско-съветския пакт във връзка с планираното разделяне на тези територии. Инвазията в Буковина нарушава пакта Молотов-Рибентроп, тъй като е отвъд съветската сфера на влияние, която е договорена с Оста.
На 22 юни 1941 г. Хитлер започва атака срещу Съветския съюз. Сталин е убеден, че общите съюзнически войски евентуално ще спрат Германия и със Заем-наем от Запада, съветите спират Вермахта на 30 километра от Москва. В следващите четири години Съветския съюз отблъсква атаки на Оста, като битката при Сталинград и Битката при Курск и на свой ред провежда офанзиви като Висло-Одерската операция.
По-голямата част от съветските боеве се състоят на Източния фронт— включително продължителната война с Финландия, но също така и окупирането на Иран (август 1941) в сътрудничество с британците и по-късно през войната атаката над Япония (август 1945), с която съветите имат погранични конфликти до 1939 г..
Сталин се среща с Уинстън Чърчил и Франклин Рузвелт на Техеранската конференция и започва да се дискутира война на два фронта срещу Германия и бъдещето на Европа след войната. Берлин най-накрая пада през април 1945. Отклоняването на немската инвазия и настояването за победа на Източния фронт изисква огромни жертви от Съветския съюз, които имат най-много военни жертви през войната, губейки повече от 20 милиона души.

## Пакт с Адолф Хитлер
През август 1939 г. Сталин приема предложението на Хитлер за пакт за ненападение с Германия, договорен от министрите на външните работи Вячеслав Молотов за СССР и Йоаким фон Рибентроп за Германия. Официално е само пакт за ненападение, но към него има секретен протокол, според който цяла Източна Европа се разделя на немска и съветска сфери на влияние. На СССР е обещана източната част на Полша, тогава населена главно с украинци и беларуси, в случай на нейното разпадане, а Германия признава Латвия, Естония и Финландия като част от съветската сфера на влияние, а Литва е добавена във втори секретен протокол от септември 1939 г. Друга клауза на пакта е, че Бесарабия, тогава част от Румъния трябва да се присъедини към Молдавската ССР и да стане Молдовска ССР под контрола на Москва.
Пактът е подписан два дни след разпада на съветските военни преговори с британските и френските представители през август 1939 г. върху потенциален Френско-английско-съветски съюз. Политическите дискусии се прекратяват на 2 август, когато Молотов казва, че те не могат да ги продължат докато няма напредък по отношение на военните преговори по-късно през август, след като преговорите блокират на гаранциите за балтийските държави, докато военните преговори, за които Молотов настоява започват на 11 август. В същото време Германия, с която СССР започва тайни преговори на 29 юли смята, че може да предложи на съветите много по-добри условия от Великобритания и Франция, като Рибентроп твърди, че „няма проблем между балтийско и Черно море, който да не може да бъде разрешен между двама ни.“ Германските представители казват, че за разлика от Великобритания, Германия може да позволи на руснаците да продължат развитието си необезпокоявано и че „има общ елемент в идеологията на Германия, Италия и Съветския съюз: опозицията на капиталистическите демокрации на Запад“. По това време Молотов получава информация относно англо-германски преговори и песимистичен рапорт от съветския посланик във Франция.
След несъгласие относно искането на Сталин да премести войските на Червената армия в посока Полша и Румъния (на което Полша и Румъния се противопоставят), на 21 август СССР предлага отлагане на военните разговори под претекста, че липсва старши съветски персонал на разговорите във връзка с есенните маневри на съветските сили, макар че основната причина е, че направен напредък в съветско-германските преговори. Същият ден Сталин получава уверение от Германия, че би одобрила секретен протокол към пакта за ненападение, който би гарантирал съветска земя в Полша, балтийските страни, Финландия и Румъния, след което Сталин телеграфира на Хитлер същата вечер, че съветите искат да подпишат пакта и че ще приемат Рибентроп на 23 август. По отношение на по-големия въпрос за колективната сигурност, някои историци твърдят, че една от причините Сталин да реши да изостави доктрината е оформянето на неговите възгледи за Франция и Великобритания от тяхното влизане в Мюнхенското споразумение и последвалият неуспешен опит да предотвратят Немската окупация на Чехословакия. Сталин може също да вижда пакта като печелене на време при евентуална война с Хитлер, за да може да подсили съветската армия и да измести съветските граничи по на запад, което от военна гледна точка би било предимство при такава война.
Сталин и Рибентроп прекарват по-голямата част от нощта, в която е подписан пакта за обмяната на приятелски истории за световните дела и шеги (рядкост за Рибентроп) за британската слабост и двамата дори се шегуват за това как Антикоминтерновия пакт принципно плаши „британските търговци.“ По-късно вдигат наздравици, като Сталин предлага тост за здравето на Хитлер, а Рибентроп предлага тост за Сталин.

## Разделянето на Източна Европа и други инвазии
На 1 септември 1939 г. с немското нападение над Полша започва Втората световна война. На 17 септември Червената армия напада източна Полша и окупира полските територии, които са ѝ определени според пакта Рибентроп-Молотов, последвано от координация с немските сили в Полша. Единадесет дни по-късно секретния протокол от пакта Рибентроп-Молотов е променен, позволявайки на Германия по-голяма част от Полша, докато дава по-голямата част от Литва на Съветския съюз. Съветската част лежи на изток от така наречената Линия Кързън, етнографска граница между Русия и Полша, начертана от комисията на Парижката мирна конференция през 1919 г.
След като отвеждат около 300 000 полски затворника през 1939 и началото на 1940 г. офицери от НКВД провеждат дълги разпити на затворниците в лагери, които са, всъщност са процес на подбор, който да определи кой да бъде убит. На 5 март 1940 г. съгласно бележка до Сталин от Лаврентий Берия, членове на съветското Политбюро (включително Сталин) подписват заповед за екзекутиране на 25 700 полски военнопленници определени като „националисти и контрареволюционери“, държани в лагери и затвори в окупираните западна Украйна и Беларус. Този разстрел става известен като Катинско клане. Генерал-майор Василий Блохин, главен екзекутор на НКВД лично разстрелва 6000 от пленените полски офицери за 28 дни, което остава едно от най-организираните и продължителни масови убийства от един индивид. По време на 29-годишната си кариера Блохин застрелва приблизително 50 000 души,, правейки ги най-кървавия официален екзекутор в записаната история. По-късно, когато германците овладят района на Катин разкриват масовите гробове и се назначава международна комисия, в която участват и български специалисти, която да определи извършителя на разстрелите. Впоследствие българските специалисти са съдени от Народния съд за участието си в тази комисия.
През август 1939 г. Сталин обявява, че ще "реши балтийския проблем и след това принуждава Литва, Латвия и Естония да подпишат договор за „взаимна подкрепа.“
След неуспешен опит да наложи марионетно комунистическо правителство във Финландия през ноември 1939 г. Съветския съюз напада Финландия. Финландските защитни усилия не отговарят на съветските очаквания и след големи загуби Сталин уговаря временен мир, гарантирайки на Съветския съюз анексирането на Карелия (10% от финландската територия). Съветските служители изброява, че жертвите им надвишават 200 000 души, докато съветския премиер Никита Хрушчов по-късно твърди, че жертвите може да са 1 милион. След тази кампания Сталин предприема действие да промени обучителните и пропагандни дейности на съветската армия.
В средата на юни 1940 г., когато международното внимание е насочено към немското нахлуване във Франция войските на съветското НКВД нападат граничните постове на балтийските страни. Сталин твърди, че договорите за взаимопомощ са нарушени и дава 6-часови ултиматуми да бъдат сформирани нови правителства, включително списъци на кандидат-министри, осигурени от Кремъл. След това държавните администрации са ликвидирани и заменени от съветски кадри, последвано от масови репресии, в които 34 250 латвийци, 75 000 литовци и почти 60 000 естонци са депортирани или убити. Изборите за парламент и други институции са провеждани само с един кандидат в листата, официалните резултати показват одобрение за про-съветския кандидат с 92.8 процента в Естония, 97.6 процента в Латвия и 99.2 процента в Литва. Създадените в резултат на това парламенти незабавно искат присъединяване на техните държави към Съветския съюз. В края на юни 1940 г. Сталин анексира Бесарабия и Северна Буковина, обявявайки тази преди румънска територия за част от Молдавската ССР. Но при анексирането на Северна Буковина Сталин излиза от границите, определени от секретния протокол.
След като Тристранният пакт е подписан от Силите на Оста Германия, Япония и Италия, през октомври 1940 г. Сталин лично пише до Рибентроп за достигането до съгласие за „перманентна основа“ за техните „взаимни интереси.“ Сталин изпраща Молотов в Берлин за преговори за условията Съветския съюз да се присъедини към Оста и потенциално да получи облаги от пакта. По нареждане на Сталин Молотов изтъква съветски интереси в Турция, България, Румъния, Унгария, Югославия и Гърция, макар Сталин лично по-рано неуспешно да е уговарял турските лидери да не подписват пакт за взаимопомощ с Великобритания и Франция. Рибентроп иска Молотов да подпише друг секретен протокол с твърдението: „Фокусът на териториалните стремежи на Съветския съюз вероятно ще бъде насочен на юг по посока на Индийския океан.“ Молотов казва, че  не може да отговори без съгласието на Сталин. Сталин не се съгласява с предложения протокол и преговорите се провалят. В отговор на по-късни немски предложения Сталин казва, че СССР би се присъединил към Оста, ако Германия [обещае да] изключи действия в съветската сфера на влияние. Скоро след това Хитлер издава тайна вътрешна директива, свързана с плана му да нападне Съветския съюз.
В опит да демонстрира мирни намерения към Германия на 13 април 1941 г. Сталин ръководи подписването на пакт за неутралност с Япония. От Портсмутския договор Русия се състезава с Япония за сфери на влияние Далечния изток, където има вакуум във властта след колапса на Имперски Китай. Макар да е подобен на пакт Молотов-Рибентроп подписан с Третия райх, Съветския съюз подписва Съветско-японски пакт с Японската империяя, за да поддържа националните интереси на съветската сфера на влияние в Европа, както и завладяването на Далечния изток. В същото време СССР е една от малкото страни в света, която признава дипломатически Манджоу-Го и немската инвазия в Европа и японската агресия в Азия, но японската загуба при Халхин Гол е силен фактор за провеждането на Съветската инвазия в Манджурия през 1945 като резултат от Ялтенската конференция. Докато Сталин има малка вяра в поетия ангажимент на Япония за неутралност той чувства, че пакта е важен в неговия си политически символизъм, за да подсилва обществената привързаност към Германия. Сталин смята, че в германските кръгове има нарастващо разделение за това дали Германия трябва да започне война със Съветския съюз, въпреки че не е знаел за военна амбиция на Хитлер.

## Прекратяване на пакта
В ранната сутрин на 22 юни 1941 г. Адолф Хитлер прекратява пакта чрез стартирането на Операция „Барбароса“, инвазия на силите на Оста в съветските територии, която започва войната на Източния фронт. Преди инвазията Сталин мисли, че Германия не би атакувала Съветския съюз освен, ако не победи Великобритания. В същото време съветските генерали предупреждават Сталин, че Германия концентрира военни части при границите на СССР. Два високопоставени съветски шпиони в Германия „Старшина“ и „Корсиканец“ изпращат дузина сведения в Москва, съдържащи доказателства за подготовка на немска атака. По-нататъшни предупреждения идват от Рихард Зорге, съветски шпионин в Токио, работещ под прикритие като немски журналист, който прониква дълбоко в немското посолство в Токио, като съблазнява жената на генерал Ойген От, посланик на Германия в Япония.
Седем дни преди инвазията съветски шпионин в Берлин, част от шпионската мрежа Rote Kapelle (Червената капела), предупреждава Сталин, че движението на немските дивизии към границите е за да се започне война със Съветския съюз. Пет дни преди атаката Сталин получава доклад от шпионин в немското военновъздушно министерство, че „всички приготовление от Германия за въоръжена атака над Съветския съюз са завършени и ударът може да бъде очакван по всяко време.“ Сталин пише до народния комисар за държавна сигурност „можеш да изпратиш своя 'източник' от щабквартирата на немската авиация на майната си. Това не е 'източник', а дезинформатор.“ Макар Сталин да увеличава съветските сили на западната граница на 2,7 милиона души и да им заповядва да очакват възможна немска атака, той не обявява пълна мобилизация на силите, за да се подготви за атака. Сталин чувства, че мобилизацията може да провокира Хитлер предварително да обяви война на Съветския съюз, което Сталин не иска да се случи до 1942 г., за да подсили съветските сили.
Виктор Суворов смята, че Сталин е направил агресивна подготовка в края на 30-те години и се е приготвял да нападне Германия през лятото на 1941 г. Той мисли, че Хитлер изпреварва Сталин и че немската инвазия по същността си е предпазваща атака, точно каквито са твърденията на Хитлер. Тази теория е подкрепена от Игор Бунич, Йоахим Хофман, Михаил Мелтюхов (виж Сталин пропусна шанс) и Едвард Радзински (виж Stalin: The First In-Depth Biography Based on Explosive New Documents from Russia's Secret Archives). Други истории особено Габриел Городецки и Давид Гланц отхвърлят тази хипотеза. Според дневника на генерал Федор фон Бок Абверът очаква съветска атака срещу немските сили не по-късно от 1942 г.
В началните часове на немската атака Сталин се колебае, искайки да се убеди, че Хитлер знае за атаката, а не е неразрешена акция на недоброжелателен генерал. В спомените си Никита Хрушчов и Анастас Микоян твърдят, че след инвазията Сталин се е оттеглил отчаян в дачата си за няколко дни и не участвал няколко дни в решенията на ръководството. Някои документални свидетелства на заповедите давани от Сталин противоречат на тези спомени, водейки историци като Робъртс да приемат, че спомените на Хрушчов са неточни.
Сталин бързо се произвежда в маршал на Съветския съюз, тогава най-високия военен чин в страната и Върховен командир на съветските въоръжени сили, наред с това, че е премиер и генерален секретар на управляващата Комунистическа партия на Съветския съюз, което го прави лидер на нацията и народен комисар по защитата. Председател е на Ставката, най-висшата отбранителна институция в страната. Междувременно маршал Георгий Жуков е назначен за заместник-върховен командир на съветските въоръжени сили.
В първите три седмици на инвазията, докато Съветския съюз се опитва да се защитава срещу силното немско напредване, губи 750 000 души, 10 000 танка и 4000 самолета. През юли 1941 г. Сталин напълно реорганизира съветските сили, като се поставя директно начело на управлението на няколко военни организации. Това му дава пълен контрол над цялостните военни усилия на страната, повече контрол отколкото всеки друг лидер във Втората световна война е имал.
Скоро се появява модел, в който Сталин приема стратегията на червената армия да извършва няколко офанзиви, докато германците успяват да преодолеят всяка малка новозавладяна от руснаците земя, причинявайки им тежки загуби в жива сила. Най-известният пример е битката при Киев, където над 600 хиляди руснаци са избити бързо, пленени или изчезнали.
Докрая на 1941 г. съветската армия губи 4,3 милиона войници, а германците пленяват 3.0 милиона други войници, 2 милиона от които умират в немски плен до февруари 1942 г. Немските сили напредват около 1700 километра навътре в руска територия и поддържат линейно измерен фронт от 3000 километра. Червената армия оказва яростна съпротива в началните стадии на войната. Въпреки това, според Гланц, руснаците са измъчвани от неефективна доктрина за отбрана срещу добре обучени и опитни немски части, макар че притежават модерна съветска техника като танкове КВ-1 и Т-34.

## Руснаците спират германците
,,
Германците напредват значително през 1941 г., убивайки милиони съветски войници, докато по заповед на Сталин Червената армия насочва огромни усилия да попречи на германците да постигнат една от ключовите си цели да превземат Ленинград. Руснаците задържат града на цената на повече от един милион убити войници и повече от милион цивилни, много от които умират от глад.
Докато германците напредват, Сталин е убеден в евентуална съюзническа победа над Германия. През септември 1941 г. той казва на британските ипломати, че иска две споразумения: (1) a взаимопомощ/пакт за помощ и (2) признаване на това, че след войната Съветския съюз ще получи териториите в страните, които Съветския съюз е получил по договора за разделянето на Източна Европа с Хитлер, част от пакт Рибентроп-Молотов. Британците се съгласяват за помощта, но отказват за териториалните придобивки, което Сталин приема месеци по-късно, когато военната ситуация се влошава към средата на 1942 г. През ноември 1941 г. Сталин събира генералите си и казва пред тях в реч, държана в подземията на Москва, че немския blitzkrieg (светкавична война) ще се провали, заради слабостта на немския тил и подценяването на силата на червената армия, както и това, че немските военни усилия ще се разрушат срещу англо-американо-съветската „военна машина“. На 6 ноември 1941 г. Сталин се обръща за втори път към Съветския съюз (първият път е на 2 юли 1941).
Правилно преценявайки, че Хитлер ще насочи усилията си към превземането на Москва Сталин концентрира своите сили за защита на града, включително редица дивизии пренесени от източните сектори, след като се определя, че Япония няма да се опита да нападне тези райони. Към декември войските на Хитлер напредват до 25 километра преди Кремъл в Москва. На 5 декември съветската армия започва контраофанзива, изтласквайки немските войски на около 80 км от Москва, което е първата голяма загуба на Вермахта във войната.
В началото на 1942 г. СССР започва серия от офанзиви наречени „Първите стратегически офанзиви на Сталин“. Контраофанзивите се провалят отчасти поради калта от дъжда през пролетта на 1942 г. Опитът на Сталин да върне Харков в Украйна завършва с катастрофално обкръжаване на съветските войски, което води до над 200 000 жертви. Сталин поставя под съмнение компетентността на генералите, участвали в офанзивата. Генерал Георгий Жуков и други впоследствие разкриват, че някои от тези генерали са искали да останат на защитни позиции в района, но Сталин и другите настояват за офанзива. Някои историци се съмняват в спомените на Жуков.
В същото време Хитлер се притеснява за американската обществена подкрепа след американското влизане във войната след нападението над Пърл Харбър и потенциалната англо-американска инвазия на Западния фронт през 1942 г. (която не се случва до лятото на 1944 г.). Той сменя първоначалната си цел от незабавна победа на Изток на по-дългосрочната да си осигури нефтените полета в южната част на СССР, което е жизненоважна цел за немската армия. Докато червеноармейските генерали правилно оценяват доказателствата, че Хитлер ще насочи усилияята си на юг, Сталин мисли, че това е опит за минаване във фланг на руската армия с цел да се завземе Москва.
Немската южна кампания започва с превземането на Крим, която завършва с унищожителна загуба за съветската армия на Керченския полуостров. Сталин публично критикува ръководството на генералите си. В южната си кампания германците вземат 625 000 военнопленници само през месеците юли и август 1942 г. По същото време на среща в Москва Чърчил лично казва на Сталин, че британците и американците още не са готови за десант срещу укрепения от нацистите бряг на Франция и биха насочили усилията си към нападение на немските части в Северна Африка. Той обещава кампания за мащабно стратегическо бомбардиране, в която се включват германски граждански цели.
Оценявайки, че руснаците са „свършени“ германците започват друга южна операция през есента на 1942 г. битката при Сталинград. Хитлер настоява за разделянето на немските южни сили в едновременна обсада на Сталинград и атака срещу Баку на Каспийско море. Сталин нарежда на своите генерали да не щадят усилия, за да защитят Сталинград. Макар СССР да губи повече от 2 милиона души при Сталинград, победата над немската армия, включително обкръжаването на 290 000 хиляди войници на Оста е повратна точка във войната.
Година след началото на Барбароса Сталин отваря наново църквите в Съветския съюз. Той иска да мотивира мнозинството от населението, което е християнско. Променяйки официалната политика на партията и държавата към религията, той включва църквата и свещениците в мобилизирането на военните усилия на хората. На 4 септември 1943 г. Сталин кани митрополите Сергий, Алексий и Николай в Кремъл. Той им предлага да създадат наново Московската патриаршия, която е разпусната от 1925 г. и да изберат патриарх. На 8 септември 1943 г. митрополит Серги е избран за патриарх. Според един спомен обръщането на Сталин се дължи на знак, който той получава от небето.

## Фронтоваци
Над 75 % от дивизиите на Червената армия са описани като стрелкови дивизии, както са познати пехотните дивизии в Червената армия. В имперската руска армия стрелковы (стрелковите) дивизии са смятани за по-престижни от пехотные (пехотните) дивизии, а в Червената армия всички пехотни дивизии са наричани стрелковы дивизии. Съветските стрелци са познати като пешком („на крак, пеша“) или по-често като фронтовик (фронтоваци). Терминът фронтовик не е еквивалентен на немския термин Landser, американския G.I Joe или британския Tommy Atkins, които се отнасят общо до войник, докато терминът фронтовик е използван главно за тези пехотинци, които се бият на фронта. Всички физически годни мъже в Съветския съюз подлежат на военна служба след навършване на 19 години, а посещаващите университет или техническо училище могат да избегнат наборната служба или да я отложат за период от 3 месеца до година. Отлагане е разрешено само 3 пъти. Съветският съюз е разделен на 20 военни окръжия, които отговарят на границите на областите, а окръжията са разделени на райони. Именно от районите се определя квотата на постъпващите на наборна служба всяка година в Червената армия. Мнозинството от фронтоваците са родени през 20-те години на XX век и израстват без да знаят нищо друго освен съветската система. Всяка година наборните войници се призовават по пощата и събирани в център за приемане на войници, където им се раздават униформи, преминават физически тестове, обръсват им главите и преминават парна баня, за да се отърват от въшките. На обикновен войник се дава чанта за амуниции, плащ-палатка, чанта за храна, съд за готвене, бутилка за вода, контейнер за документи със съответната лична информация.

По време на обучението наборниците стават между 5 и 6 сутринта, а обучението трае 10 – 12 часа, шест дни в седмицата. Голяма част от тренировката се прави от рота и съдържа инструкции. Пред 1941 г. обучението трае 6 месеца, но след войната е съкратено на няколко седмици. След приключването на обучението всички мъже полагат клетва към червената армия, която гласи: 
Аз______, гражданинът на Съюза на съветските социалистически републики, влизайки в редовете на Червената работническо-селска армия, полагам тази клетва и тържествено обещавам да бъда честен, смел, дисциплиниран, бдителен боец, стриктно да защитавам военните и държавните тайни и безусловно да се подчинявам на военните правила и заповеди на командирите и висшестоящите.

Обещавам добросъвестно да изучавам военните дела, по всеки начин да пазя държавните тайни и държавната собственост и до последния си дъх да бъда верен на хората, съветската родина и работническо-селското правителство.

Винаги съм готов по заповед от работническо-селското правителство да се вдигна в защита на моята Родина, Съюза на съветските социалистически републики и като борец на работническо-селската червена армия обещавам да я защитавам смело, умело, с достойнство и чест, не пестейки нито кръвта си, нито живота си за постигането на пълната победа над враговете ни.

Ако с лоши намерения наруша тази моя тържествена клетва, нека тежкото наказание на съветския закон и пълната омраза и осъждане на работническата класа да паднат върху мен.
 Тактиките се основават на ръководство от 1936 г. и на ревизирано издание от 1942 г. Движения на малки единици и как да се изградят отбранителни позиции са изложени по начин, който е лесен за разбиране и запомняне. Ръководствата имат силата на закон и нарушаването се води юридически престъпление. Съветските тактики винаги включват атакуващи взводове, които атакуват по един и същ начин, като са разделени на четири части, заемащи сред 100 ярда. Единствената сложна формация е „диамант“ с една от частите напред, две отзад и една встрани. За разлика от Вермахта, червената армия не атакува с изнесени напред части, като една част да осигурява огневата поддръжка на частите, които напредват, а всички части атакуват едновременно. Другият вариант за атака е да се „врежат“ в позицията чрез инфилтрация.
Когато заповедта На штурм, марш! (Атака, марш!) е дадена съветската пехота ще нападне врага, докато крещи традиционния руски вик „Ура“ (която идва от турската дума за убивам), звукът на който много немски ветерани намират за ужасяващ. По време на атаката се стреля с пушки и картечници докато хвърлят гранати, приближавайки се за ближний бой (близка битка), сражавайки се с оръжия, щикове, ножове, приспособления за копаене и юмруци, вид бой, в който червената армия превъзхожда. При защита фронтоваците са известни със своето умение да прикриват позицията си и да се достатъчно дисциплинирани, за да удържат на стрелбата, докато германците се приближат достатъчно близко. Пред 1941 г. доктрината на червената армия се отнася до откриване на стрелба на максимум разстояние, но бързо се открива, че е за предпочитане да се вкарат в засада немците, като изненадващо се обстрелват от близки разстояния и от различни позиции.
Типичният фронтовак по време на войната е етнически руснак на възраст между 19 и 24 години, чийто средна височина е 1,68 m. Повечето от мъжете са избръснати изцяло, за да се предотвратят хващането на въшки, а малцината, които имат брада я държат къса. Американският историк Гордън Ротман описва униформите като „прости и функционални. В битка мъжете носят маслинено кафяви каски или пилотка. Офицерите носят шлем или фуражка. Ротман описва съветските оръжия като „...известни със своята простота, здравина и обща надеждност“. Стандартната пушка е Мосин-Наган 7.62 mm M 1891/30 и, макар че е тежка, е ефективно оръжие, което не е засегнато от студа. Всяка стрелкова част има една или две 7.62 mm леки картечници Дягтирев за осигуряване на огнева поддръжка. Към 1944 г. един на всеки четири фронтоваци е въоръжен със 7.62 mm ППШ-41 (картечен пистолет Шпагин -Картечен пистолет на Шпагин), вид автомат, познат като „здраво и надеждно оръжие“, дори и донякъде да не е толкова мощно.
Фронтоваците обикновено носят всичко, което имат в проста торба. Повечето от тях имат превързочен пакет, бръснач, лопата и ако имат голям късмет, носят хавлия и четка за зъби. Паста за зъби, шампоан и сапун са изключително редки. За почистване на зъбите обикновено се използват пръчки със сдъвкани краища. За да ходят до тоалетна обикновено копаят ями, тъй като портативните тоалетни в червената армия са рядкост. Войниците често спят навън дори през зимата. Храната е обикновено лоша и често в недостиг, особено през 1941 и 1942 г. Фронтоваците определят тиловите войски, които не се изправят срещу опасността на битката като крыса (плъхове). Фронтоваците живеят на диета от черен ръжен хляб, консерви от риба и тушонка (задушено свинско месо); Шчи (супа от зеле) и каша.”. Каша и Шчи са толкова популярни, че известен лозунг в червената армия гласи „шчи и каша, пища наша“ („Шчи и каша, храна наша.“). Чай е изключително популярна напитка заедно с бирата и водката. Махорка, вид евтин тютюн, навит на ръка на цигари са стандартните цигари, които се пушат.
Ротман описва медицинските грижи като „недостатъчни“. Недостиг на лекари, медицинско оборудване и лекарства често означава за тези, които са ранени смърт, а обикновено огромни болки. Морфинът е непознат в Червената армия. Повечето от войниците в червената армия не получават предварително ваксиниране и болести като малария, пневмония, дифтерия, туберкулоза, тиф, дизентерия и менингит редовно разболяват войниците. През зимата измръзването често изпраща войниците в лазарета, докато през пролетта и есента дъждовете водят до появата на окопна болест. На фронтоваците се плаща веднъж месечно, но често не получават заплатите си. Всички войници са освободени от данъци. През 1943 г. редник получава 600 рубли месечно, ефрейтор 1000 рубли, а младши сержант 2000 рубли, а сержант 3000 рубли. Има специално заплащане за служещите в гвардейски части, парашутисти, танкови и антитанкови части и тези, които са наградени с ордени за храброст в боя. Тези части, които се разграничават значително в битка имат в името си гвардейски, титла, която дава голяма чест и уважение, които носят по-добро заплащане и храна. В руската имперска армия елитните части са били имперските гвардейски полкове и титлата гвардейски, когато се прилага към военни единици в Русия все още има елитистко значение.
Дисциплината е сурова, войници могат да бъдат екзекутирани за дезертьорство, предателство, малодушие, отстъпление на бойното поле без заповеди или заповядване на отстъпление без заповеди За да се поддържа морала мъжете често са забавлявани с филми показвани на открито заедно с музикални трупи, които свирят, пеят и играят. Балалайката често е използвана като част от забавлението и е приемана за руски „национален инструмент“. Позицията на съветския режим е, че по същество сексът не съществува (а по-скоро любов между двама души) и в официалните публикации не се споменават сексуални въпроси. Когато 18-годишната партизанка-героиня Зоя Космодемянская е обесена от германците на 29 ноември 1941 г., когато снимката на трупа, висящ на бесилката без дрехи е публикувана през 1942 г. предизвиква сензация, тъй като снимката привлича доста интерес. За разлика от немската и френската армия, червената армия няма система за полеви бордеи и фронтоваците не получават презервативи както е в британската и американската армии. Венерическите болести са основен проблем и тези войници, които боледуват от тях са сериозно наказвани, ако бъдат разкрити. Широко разпространените изнасилвания, извършени като форма на отмъщение и унижение от Червената армия, влизаща в Германия, имат малко общо със сексуално желание, колкото с акт на власт, който по думите на Ротман е „най-основната форма на отмъщение и унижение, които войниците биха могли да нанесат на германците“. Обща практика е за офицери да си взимат „съпруги за кампанията“ или ППЖ (Походно-полеви жени) тъй като на всяка жена, която служи в Червената армия ѝ е казано, че сега е любовница на офицерите независимо от това какво чувства или дали офицерите „осиновяват“ цивилна жена като тяхна „кампанийна жена“, които често влизат в единиците, за да могат да получават заплащане. Кампанийните съпруги често работят като медсестри, свързочнички и служителки, които носят черни берети и въпреки че са принудени да станат конкубини на офицерите са мразени от фронтоваците, които гледат на „кампанийните съпруги“ като разменящи секс за по-добри позиции. Писателят Василий Гросман записва типични реакции към „кампанийните жени“ през 1942 г.: „Къде е генерала?“ [пита някой]. „Спи с курвата си.“ И тези момичета някога са искали да бъдат 'Таня' или Зоя Космодемянская."
Фронтоваците трябва да живеят, бият и умират в малки кръгли дупки, издълбани в земята с достатъчно място за един или двама мъже с прорязани окопи като връзка една с друга, което е наричано от немците „руски дупки“. Войниците обикновено не носят одеяла или спални чували дори през зимата. Вместо това фронтоваците спят в палтата си и в заслони на борове, вечнозелени иглички, кедрови клончета, натрупани листа или слама. През зимата температурата може да падне до -50 °C, правейки Генерал Мороз (Генерал Мраз) също толкова враг колкото и германците. Пролетта започва през април и с дъждовете идва и топенето на сега, превръщайки бойните полета в кални блата. Летата са прашни и горещи, докато с есента идва распутица (време, когато пътищата стават почти непроходими), тъй като тежките есенни дъждове още веднъж превръщат бойните полета в кални тресавища, които карат пролетните дъждове да изглеждат кротки.
Съветският съюз е състав от повече от хора от 150 различни народа, но руснаците съставляват мнозинството в червената армия и руския е основния език. Червената армия има много малко етнически части, поради политиката на слияние (сливане), в които мъжете от неруски групи са назначавани в единици, където руснаците са мнозинството. Едно от малкото изключение на това правило са казашките единици и войските от балтийските страни – Естония, Латвия и Литва, които обаче са доста малко на брой. Опитът в борбата свързва мъжете, независимо от техния език или етнос, в едно. Един съветски ветеран си спомня: „Всички кървим с една и съща кръв“. Въпреки историята на антисемитизъм в Русия еврейските ветерани, служещи като фронтоваци споменават, че антисемитизма е рядък, а вместо това имат спомени за принадлежност. По време на първите шест месеца на Операция „Барбароса“ Вермахта и SS имат политика да застрелват всички „Азиатци“ (термин, който включва всички войници от червената армия, които изглеждат като азиатци), комисари, евреи и грузинци, служещи в червената армия и затворници на немските части. По тази причина грузинците, евреите и различни азиатци като калмики, буряти, казахи, киргизи и други се бият особено яростно. По време на войната атеистичната пропаганда е спряна и източноправославни свещеници благославят частите в битка, макар да не са позволени свещеници. Мюсюлманите от Централна Азия, кавказците, поволжкото население и кримското са имали право да практикуват религията си, но дискретно като и на тях подобно на източноправославните не им е позволено да имат свещеници. Повечето войници си носят талисмани за щастие. Въпреки официалния атеизъм много войници носят кръстове около влата си и се кръстят по традиционния източноправославен начин преди да влезнат в битка, макар че британската историчка Катрин Меридейл смята, че това са повече „тотемически“ жестове, предназначение да осигурят късмет, отколкото изрази на реална вяра. Един от най-популярните талисмани е помета Чакай ме от Константин Симонов, която той написва през октомври 1941 г. за годеницата си Валентина Серова. Известността на Чакай ме е толкова голяма, че почти всички етнически руснаци в червената армия знаят поемата и я носят заедно със снимка на техните приятелки или съпруги, за да отразят желанието си към обичните си.
„Политическата работа“ извършвана от политрук и комисарите заема голяма част от свободното време на войниците, поне по 1 час на ден всеки ден за войниците, които не са в битка. Терминът нацист никога не е използван, за да обозначи врага, доколкото този термин е акроним за Националсоциалистическа немска работническа партия и доколкото на политкръководителите и комисарите им е трудно да обяснят защо врага се нарича националсоциалисти, което е объркващо за фронтоваците. Предпочитаният термин за тях е фашисти, Хитлеристи германски и немски (дерогативен руски термин за германци). Политическите комисари имат задължението да наблюдават офицерите за всеки знак на липса на лоялност и да поддържат мрежа от информатори известни като сексоти (от секретен сътрудник). През октомври 1942 г., системата на двойно командване, датираща от времето на руската гражданска война, където офицерите споделят власт с политкомисарите е изоставена и от там нататък само офицерите имат властта да командват. След декрет № 307 на Сталин от 9 октомври 1942 г. много политкомисари са шокирани като разбират колко са мразени от офицерите и войниците. Политкомисарите сега стават политически ръководители или заместник-командири по политическата част. Политическите ръководители нямат вече властта да командват, но все още оценяват офицерите и войниците за тяхната политическа лоялност, извършват политическа просвета и имат властта да нареждат екзекуция на всеки заподозрян в малодушие или предателство. Такива екзекуции стават известни като девят грам (девет грама – връзка с тежестта на куршума), пустить в расход (пуснат в разход) или вышка (кратка форма на высшая мера наказания- крайна степен на наказание). Въпреки тези страховити правомощия на политкомисарите фронтоваците често са открито презрителни към тях, ако са обект на дълги и скучни лекции за фините точки на марксизма-ленинизма и офицерите се опитват да спечелят конфликта с политкомисарите, тъй като военните заслуги се ценят повече през войната, отколкото политическото усърдие. Отношенията между офицерите и войниците обикновено са добри, като на младшите офицери особено се гледа като на съратници, тъй като живеят при същите условия и се изправят пред същите опасности като фронтоваците. Офицерите обикновено имат гимназиално образование, а много малко от тях са завършили университет и идват от същата социална среда, както войниците, което им осигурява възможността да се свързват с тях по-добре. Фронтоваците обикновено наричат командирите на ротите си Батя (баща).

## Съветски натиск към Германия
Руснаците спират важната немска стратегическа южна кампания и, въпреки 2,5 милиона жертви дадени за това, им позволява да предприемат офанзива за по-голямата част от остатъка от войната на Източният фронт.
Сталин лично казва на полски генерал, търсещ информация за липсващите полски офицери, че всички поляци са освободени и че не всички са преоброени, защото руснаците са загубили следите им в Манджурия. След като полски жп работници откриват масов гроб, нацистите използват клането в опит да забият клин между Сталин и неговите съюзници, включително водят европейска комисия от изследователи от 12 страни (включително и България), за да проучат гробовете. През 1943 г., докато руснаците се приготвят да си върнат Полша, министъра на пропагандата Йозеф Гьобелс правилно предполага, че Сталин ще се опита да припише клането на германците. Както Гьобелс предполага руснаците имат „комисия“, която да изследва въпроса и невярно заключавайки, че германците са убили военнопленниците. Руснаците не поемат отговорност за клането до 1990 г.
През 1943 г. Сталин отстъпва пред призива на генералите си, настояващ СССР да заеме защитни позиции поради разочароващите загуби след Сталинград, липсата на резерви за офанзивни мерки и предположението, че германците най-вероятно ще атакуват най-предния участък на съветския фронт при Курск, така че защитата би била най-ефективното използване на ресурси. Германците наистина опитват да обкръжат руснаците при Курск, която атака е успешно отблъсната след като Хитлер отменя офанзивата, частично заради съюзническото настъпление в Сицилия, макар да нанася на руснаците загуби от над 800 000 войници. Курск също маркира началото на период, в който Сталин започва да слуша все повече съветите на генералите си.
До края на 1943 г. руснаците си възвръщат половината от територията взета от германците от 1941 до 1942 г. Съветската военна промишлена продукция също се е увеличава значително от края на 1941 до началото на 1943 г. след като Сталин премества всички фабрики на Изток от фронта, далече от немската инвазия и въздушни атаки. Стратегията се отплаща тъй като подобно увеличение може да се случи, докато германците в края на 1942 г. заемат повече от половината от европейската Русия, включително 40 процента (80 милиона) от населението ѝ и приблизително 2 500 000 квадратни километра от съветската територия. Руснаците също се приготвят за война повече от десетилетие, включително обучаването на 14 милиона души на военно обучение. Съответно докато всички 5 милиона наборни войници са избити докрая на 1941 г. съветските военни привличат още 8 милиона души до края на същата година. Въпреки значителни загуби през 1942 г., далеч повече от немските загуби, червената армия расте още повече до 11 милиона души. Докато има сериозен дебат дали Сталин е помагал или е възпрепятствал тези индустриални и човешки сили, той оставя най-икономическите военни решения в ръцете на икономическите експерти. Някои изследователи смятат, че доказателствата показват, че Сталин разглежда и дори опитва да постигне мир с Германия през 1941 и 1942 г., докато други приемат това доказателство за неубедително и дори измислено.
През ноември 1943 г. Сталин се среща с Чърчил и Рузвелт в Техеран. Рузвелт казва на Сталин, че се надява, че Великобритания и Америка ще отворят втори фронт срещу Германия, който отначало ще измести 30 – 40 немски дивизии от Източния фронт. Сталин и Рузвелт, всъщност, нападат Чърчил, като наблягат на важността за инвазия в през Ламанша в окупираната от германците Северна Франция, докато Чърчил смята, че Германия е по-уязвима в „мекия корем“ на Италия (която съюзниците вече са нападнали) и Балканите. Страните на конференцията в Техеран по-късно се съгласяват, че Великобритания и Америка ще започнат инвазия през Канала през май 1944 г., заедно с отделна инвазия в Южна Франция. Сталин настоява след войната Съветския съюз да получи частите от Полша, които окупирал съгласно пакта Рибентроп-Молотов с Германия, което Чърчил поставя на обсъждане.
През 1944 г. Съветския съюз напредва значително през Източна Европа към Германия, което включва Операция „Багратион“, масирана офанзива в Беларус срещу немската група армии „Център“. Сталин, Рузвелт и Чърчил се координират непрекъснато по такъв начин, че Багратион се случва приблизително по същото време с американската и британска инвазия в окупираната от германците Северна Франция на северното крайбрежие на Франция. Операция „Багратион“ води до това, че СССР си възвръща Беларус и западна Украйна заедно с успешното унищожаване на група армии „Център“ и 300 000 немски войници, макар и на цената на повече от 750 000 съветски войници.
Успехите на операция „Багратион“ и тези на следващата година са, до голяма степен, поради оперативното подобряване на закалената в битка Червена армия, която научава болезнени уроци от предните години, сражавайки се с мощния Вермахт: по-доброто планиране на офанзиви, ефикасното използване на артилерия, по-доброто разпределение на време и пространство по време на атаките в противоречие на заповедта на Сталин „нито стъпка назад“. До по-малка степен успехите на Багратион се дължат на отслабения Вермахт, на който му липсва гориво и въоръжение за да оперира ефективно, на нарастващите съветски предимства в жива сила и материали и атаките на съюзниците на Западен фронт. През 1944 г. на речта си през май Сталин похвалва западните съюзници за отклоняване на немски ресурси в Италианската кампания. ТАСС публикува детайлни списъци, съдържащи огромен брой доставки от западните съюзници, а Сталин в реч от ноември 1944 г. казва, че усилията на съюзниците на Запад бързо са изтеглили 75 немски дивизии, защитаващи района, без които червената армия не би могла да изтласка Вермахта от съветските територии. Отслабеният Вермахт също помага на съветските атаки, защото не може да направи никаква ефективна контраатака.
От началото на лятото 1944 г. подсилената немска група армии „Център“ предотвратява съветските войници да напреднат в покрайнините на Варшава за близо половин година. Някои историци смятат, че съветския неуспех на настъплението е целенасочен, за да позволи на Вермахта да избие членовете на полската домашна армия през август 1944 г. по време на Варшавското въстание, което избухва при наближаването на червената армия, макар че други оспорват тези твърдения и цитират значителните, но неуспешни опити на червената армия да победи Вермахта в този район. По-рано през 1944 г. Сталин настоява СССР да анексира части от Полша разделени с Германия по силата на пакта Рибентроп-Молотов, докато правителството на Полша в изгнание, което британците настояват да участва в управлението на следвоенна Полша, изисквай запазването на Полша в предвоенните ѝ граници. Разривът допълнително подчертава очевидната враждебност на Сталин към антикомунистическото полско правителство в изгнание и тяхната полска домашна армия, които той чувства като заплаха за плановете си да създаде следвоенната Полша, която е приятелски настроена към Съветския съюз. По-нататъшно изостряне на разрива е отказът на Сталин да снабдява полската армия и да позволи на американските снабдителни самолети да използват съветските бази, за да доставят запаси на полската армия, която Сталин определя в писмо до Рузвелт и Чърчил като „престъпници търсещи власт“. Разтревожен от възможни последици от тези си действия Сталин по-късно започва въздушни доставки на полските бунтовници, макар повечето от тях да попадат в немски ръце. Въстанието приключва катастрофално със смъртта на 20 000 полски бунтовници и над 200 000 убити цивилни от немската армия, докато съветските сили навлизат в града през януари 1945 г.
Други важни настъпления се провеждат в края на 1944 г. Пример за такива са инвазията в Румъния през август и в България. Съветският съюз обявява война на България на 5 септември 1944 г., но не напада страната, тъй като на 9 септември е извършен прокомунистически преврат в страната и е сключен мир. Според западни историци СССР напада страната и слага на власт прокомунистическо правителство. След инвазията в балканските страни Сталин и Чърчил се срещат през есента на 1944 г., където обсъждат процентното разпределение на „сферите на влияние“ в различните балкански държави, макар дипломатите на нито един от лидерите да не знае какво означава термина реално. Червената армия също така изгонва немските сили от Литва и Естония в края на 1944 г. на цената на 260 000 убити.
В края на 1944 г. съветските сили се сражават яростно, за да превземат Унгария в Будапещенската офанзива, но не успяват, което става толкова чувствителна тема за Сталин, че той забранява на командирите си да говорят за нея. Германците издържат в последвалата Битка за Будапеща до февруари 1945 г., когато остатъка от унгарската армия подписва примирие със Съветския съюз. Победата при Будапеща позволява на червената армия да започне Виенската настъпателна операция през април 1945 г., в която участват и български войски. На североизток завземането на Беларус и западна Украйна позволява на руската армия да започне масираната Висло-Одерска операция, където немското разузнаване неправилно предполага, че съветската армия има 3 към 1 числено превъзходство, като то всъщност е 5 към 1 (над 2 милиона червеноармейци атакуват 450 000 германци). Успешното развитие на операцията води до напредването на съветската армия от река Висла в Полша до река Одер в Източна Германия.
Недостатъците на Сталин като стратег често се отбелязват по отношение на масовите съветски загуби на войници и ранните съветски загуби в битките. Пример за това е лятната офанзива през 1942 г., която води дори до много загуби и до връщането на инициативата в ръцете на германците. Сталин впоследствие признава липсата си на достатъчно знания и разчита на професионалните съвети на генералите си за провеждането на войната.
Освен това Сталин е наясно, че европейските армии се разпадат напълно, когато се изправят срещу нацистката военна ефикасност и отговаря ефективно като подчинява армията си с терор и националистически апел към патриотизъм. Освен това използва Руската православна църква за вдъхновяване на войниците.

## Крайната победа
Към април 1945 г. германците се изправят към последните си дни с 1,9 милиона немски войници на Изток, сражаващи се с 6,4 милиона червеноармейци, докато 1 милион немски войници на запад се сражават с 4 милиона войници на западните съюзници. Докато първоначалните разговори са били във връзка с надпревара за Берлин от съюзниците, след като Сталин успешно лобира Източна Германия да влезе в съветската сфера на влияние на конференцията в Ялта, не са правени никакви планове от Съюзниците за завземане на града чрез наземна операция. Сталин все още остава подозрителен към западните съюзници, които стоят на река Елба, че могат да решат да тръгнат към столицата и, дори и в последните дни, че американците могат да използват техните две въздушно преносими дивизии, за да превземат града.
Сталин нарежда на червената армия да напредва бързо на широк фронт в Германия, защото не вярва на запасните съюзници, че ще предадат територията, която окупират, докато действа по важната цел да превземе Берлин. След успешното завземане на Източна Прусия три съветски фронта се приближаватк към сърцето на Източна Германия с една от последните битки на войната, които поставят съветската армия на виртуалните порти на Берлин. Към 24 април Берлин е обграден от части от два съветски фронта, един от които започва масирано бомбардиране на града от 20 април, докато града се предава. На 30 април Хитлер и Ева Браун се самоубиват и съветските сили намират техните останки, които са изгорени по нареждане от Хитлер. Немските сили се предават няколко дни по-късно. Някои историци смятат, че Сталин отлага финалния натиск за Берлин с два месеца, за да превземе по политически причини други райони, което те приемат, че дава на Вермахта време да се приготвят и да увеличат съветските жертви (които надвишават 400 000), макар че този извод се оспорва от други историци.
Въпреки че руснаците притежават останките на Хитлер, Сталин не вярва, че старият му враг е наистина мъртъв, вяра, която остава жива още няколко години след войната. Сталин по-късно надзирава помощници, които прекарват години в изследване и писане на тайни книги за живота на Хитлер за негово лично ползване.
Отблъсквайки немската инвазия и оказвайки натиск над нацистка Германия през Втората световна война изисква огромни жертви от Съветския съюз (повече от всяка друга страна в човешката история). Съветските жертви наброяват приблизително 35 милиона (официалните изчисления са за 28.2 милиона) с приблизително 14.7 милиона убити, изчезнали или пленени (официален брой 11.285 милиона) войници. Макар числата да варират броя на умрелите съветски цивилни вероятно достига до 22 милиона. Милиони съветски войници и цивилни изчезват в немските лагери за задържане и работа, докато други милиони страдат от постоянна физическа и умствена увреда. Икономическите загуби, включително такива на ресурси и производствен капацитет в Западна Русия и Украйна също са катастрофални. Войната води до унищожаване на приблизително 70 000 малки и големи градове и села. В този процес са унищожени са 6 милиона дома, 98 000 ферми, 32 000 фабрики, 82 000 училища, 43 000 библиотеки, 6000 болници и хиляди километри пътища и жп линии.
Сталин скоро се представя с ранг генералисимус на Съветския съюз, което става най-висшия ранг в страната, последвана от маршал за неговата роля в съветската победа във войната. На неговото лично военно ръководство е наблегнато като част от „култа към личността“ след публикуването на Десетте сталински удара, извлечени от речта му на 6 ноември 1944 г. „27-ата годишнина от Великата октомврийска социалистическа революция“ (на руски: „27-ия годовщина Великой Октябрьской социалистической революции“), произнесена на среща на московските съветски депутати през 1944 г.

## Репресии
На 16 август 1941 г. в опит да възстанови дезорганизираната съветска защитна система Сталин издава заповед № 270, изисквайки всеки командир или политкомисар, който „разкъса обозначителните си знаци и дезертира или се предаде“ да бъде считан за дезертьор. Заповедта изисква началниците да застрелват такива дезертьори на място. Членовете на техните семейства трябва да бъдат арестувани Втората разпоредба в заповедта казва всички единици, които са обградени да използват всяка възможност да се сражават. Заповедта също изисква командирите на дивизиите да понижават и, ако се наложи, дори да застрелват на място тези командири, които се провалят в командването в битка директно на бойното поле. След това Сталин извършва чистка на няколко военни командири, които са застреляни за „страхливост“ без съдебен процес.
През юни 1941 г. седмици след като немската инвазия започва Сталин нарежда, че отстъпващата съветска армия трябва да премахне всички ресурси, които врага може да използва чрез политиката на изгорената земя, която включва унищожаване на инфраструктурата и хранителните запаси в зони, които немците могат да завладеят. Това заедно с насилието на немските войски води до глад и страдание сред цивилното население, което остава в немски ръце. Сталин се страхува, че Хитлер ще използва разочаровани съветски граждани, за да се бори с неговия режим, особено тези затворени в лагерите от системата ГУЛАГ. Затова нарежда на НКВД да избие множество от тези затворници. По този начин са избити приблизително 100 000 политически затворници в западните част на СССР с методи, които включват намушкване на човек до смърт и хвърляне на гранати в препълнени килии. Много други просто са депортирани на Изток.
През юли 1942 г. Сталин издава заповед № 227, която нарежда всеки командир или комисар на полк, батальон или армия който позволи отстъпление без позволение от своите началници да бъде съден от военен трибунал. Заповедта настоява войниците да бъдат признати за виновни в дисциплинарни нарушения, за да бъдат вкарани в наказателните батальони, които са изпращани на най-опасните сектори от фронта. От 1942 до 1945 г. 427 910 войника са вкарани в наказателните батальони. Заповедта също нарежда „блокиращите части“ да застрелват отстъпващите в паника части. В първите два месеца следвайки заповедта са избити над 1000 души от т.нар. блокиращи части, а отделно тези блокиращи части са изпратили над 130 000 души в наказателните батальони. Въпреки че в началото има някакъв ефект, тази мярка оказва деморализиращ ефект на войската и към октомври 1942 г. идеята за редовни блокиращи част е изоставено тихомълком На 20 ноември 1944 г. блокиращите единици са официално разпуснати.
Съветските военнопленници и хората, давали принудителен труд за германците са изпратени в специални „транзитни“ или „филтрационни“ лагери, за да се определи кои са потенциални предатели. От приблизително 4 милиона, които трябва да бъдат вкарани в тези лагери, 2 660 013 са цивилни, а 1 539 475 са били военнопленници. От всички 2 427 906 са изпратени в домовете си, 801 152 са приети наново във въоръжените сили, 608 095 са вкарани в трудови батальони на министерството на отбраната, а 272 867 са предадени в ръцете на НКВД, за да бъдат наказани, което означава да бъдат изпратени в ГУЛАГ и 89 468 остават в транзитните лагери като приемателен персонал, докато процеса по изпращането в тези лагери не приключва в началото на 50-те години.

## Съветски военни престъпления
След превземането на Берлин съветските войски започват да изнасилват немски жени и момичета, като общите жертви се изчисляват на десетки хиляди до два милиона. По време и след окупацията на Будапеща, (Унгария) приблизително 50 000 жени и момичета са изнасилени. По отношение на изнасилванията, които стават в Югославия Сталин отговаря на оплакванията на югославските партизански лидери казвайки „Не може ли да разбере, ако войник, прекосил хиляди километри през кръв, огън и смърт, се забавлява с жена или си вземе нещо малко?“
В бившите страни от Оста като Германия, Румъния и Унгария офицерите от червената армия виждат градовете, селата и фермите като отворени за плячкосване и грабеж. Например войниците на червената армия и членовете на НКВД често плячкосват транспортни влакове в Полша през 1944 и 1945 г. а съветските войници подпалват центъра на Демин, като пречат на жителите да изгасят огънят, който заедно с множеството изнасилвания играе роля в самоубийството на 900 жители на града. В съветската окупационна зона на Германия, когато членове на ГЕСП съобщават на Сталин, че грабежите и изнасилванията могат да имат негативни последици за бъдещето на социализма в следвоенна Източна Германия, Сталин реагира гневно: „Няма да толерирам никой, който влачи честта на Червената армия през калта.“ Съответно всички свидетелства за грабежи, изнасилвания и разрушения от червената армия са изтрити от архивите на съветската окупационна зона.
Според скорошни изчисления приблизително 4 милиона военнопленници са взети от руснаците, като в тях се включват германци, японци, унгарци, румънци и други. От тях 580 000 никога не се завръщат, може би станали жертви на лишения или ГУЛАГ, сравнено с 3,5 милиона съветски военнопленници, които умират в немските лагери от общо 5,6 милиона арестувани.

## Военни престъпления на Нацистка Германия
По време на бързото немско напредване в първите месеци на войната, което достига почти Москва и Ленинград, индустриалната инфраструктура, която не може да бъде евакуирана е или унищожена или изгубена поради немската окупация. Земеделската продукция не може да се събере, като реколтата от зърнените култури стои на полетата, което по-късно ще доведе до глад, който ще върне спомена от началото на 30-те години. В едно от най-големите постижения на военната логистика фабриките са евакуирани в огромен мащаб, като 1523 фабрика са разглобени и закарани на изток по 4 основни маршрута – към Кавказ, Централна Азия, Урал и Сибир. Като цяло инструментите, матриците и технологията на производство са премести заедно с чертежите за тяхното управление, инженерния състав и квалифицираната работна ръка.
Целият Съветски съюз се посвещава на военните усилия. Населението на СССР може би е било по-добре подготвено от всяка друга нация, включена в битките от Втората световна война, за да издържи материалния недостиг. Това се дължи основно на това, че руснаците са толкова свикнали на недостиг и се справят с икономически кризи в миналото, особено по време на Първата световна война, когато е имало подобни ограничения на храната. Втората световна война е особено унищожителна за цивилното съветско население, защото се води на негова територия и предизвиква масово унищожение. В Ленинград, обсаден от германците, над 1 милион души умират от глад и болести. Много работници във фабриките са били тийнейджъри, жени и старци. Правителството прилага разпределение на храната през 1941 г. и първо го прилага спрямо хляб, брашно, зърнени храни, макаронени изделия, масло, маргарин, растително масло, месо, риба, захар и сладкарски изделия в цялата страна. Разпределението остава до голяма степен стабилно на други места по време на войната. Допълнителната храна често е толкова скъпа, че обикновения човек не може да си позволи много, освен ако не е добре заплатен. Селяните не получават храна и трябва да се справят с това, което сами си отглеждат. Повечето селяни се борят и живеят в изключителна бедност, но други продават излишъка, който имат на висока цена и някои стават милионери, докато паричната реформа две години след края на войната не унищожава богатството им.
Въпреки тежките условия войната води до връх на съветския национализъм и обединение. Съветската пропаганда намалява крайната комунистическа реторика от миналото, тъй като сега хората ги събира вярата в защита на родината им срещу злото на немските агресори. Етническите малцинства смятани за колабоционисти на германците са изпратени в изгнание. Религията, преди потисната, сега става част от кампанията на комунистическата пропаганда, за да мобилизира религиозните елементи.
Социалният състав на съветското общество се променя драстично по време на войната. Има взрив на бракове през юни и юли 1941 г. между хора хора, които ще бъдат разделени от войната, а в следващите няколко години броят на браковете спада рязко с броя на ражданията наполовина на този, който е бил в предвоенните години. По тази причина майка на няколко деца по време на войната получават значителни почести и пари, ако имат значителен брой деца. Например майки могат да получат 1300 рубли за това, че имат четвърто дете и да изкарат над 5000 рубли за тяхното 10-о дете.

## Оцеляване в Ленинград
Ленинград претърпява повече страдание и трудности, отколкото който и да било друг град в Съветския съюз по време на войната, тъй като е обсаден за 900 дни от септември 1941 до януари 1944 г. Глад, недохранване, болести и дори канибализъм стават общи за Ленинград, цивилните губят тегло, израстват слаби и стават по-уязвими на болести. Гражданите на Ленинград оцеляват чрез редица методи с различно ниво на успех. Преди началото на обсадата са евакуирани само 400 000 души, което оставя в града 2,5 милиона, включително 400 000 деца. Още хора успяват да избягат от града. Тези бягства са по-успешни, когато езерото Ладога замръзва и хората могат да ходят по ледения път, наречен пътя на живота.
Повечето от стратегиите за оцеляване по време на обсадата включват оставане в града и изправяне пред проблемите чрез находчивост или късмет. Един начин да се направи това е чрез осигуряването на заетост във фабриката, защото много фабрики стават автономни и притежават средства за оцеляване през зимата като храна и отопление. Работниците получават повече храна, отколкото обикновените цивилни, а фабриките е по-вероятно да имат електричество, ако произвеждат важни стоки. Фабриките също така служат за взаимно подкрепящи се центрове и имат клиники и други услуги като почистващ персонал и групи от жени, които шият и поправят дрехите. Работещите в тях все още се отчайват когато храната е малко и ядат лепило или коне, но като цяло работата във фабриката е най-успешния метод за оцеляване и в някои фабрики за производство на храна не умира нито един човек.
Възможностите за оцеляване на по-широката част от населението включва размяна и отглеждането на собствена храна. Черните пазари процъфтяват, тъй като личната размяна и търговията стават по-чести, особено между войници и цивилни. Войниците имат повече храна за споделяне и искат да търгуват с гражданите, които имат топли дрехи, които да дадат. Засаждането на градини със зеленчуци през пролетта става популярно, защото гражданите трябва да запазят всичко, отглеждано на собствените си парцели. Кампанията има също потенциален психологически ефект и засилва морала, компонент на оцеляването също толкова решаващ колкото хляба.
Някои от най-отчаяните съветски граждани се обръщат към престъпленията като начин да се подкрепят в трудните времена. Най-честите престъпления са кражба на храна и на карти за купони, което може да се окаже фатално за недохранен човек ако не му възстановят за ден или два открадната карта. По тази причина кражбата на храна е наказвано сурово, а човек може да бъде застрелян за нещо толкова малко като кражба на хляб. По-сериозните престъпления като убийство и канибализъм също се появяват и специални полицейски отряди са изпратени да се борят с този тип престъпления, като до края на обсадата са арестувани приблизително 1500 души за канибализъм.

### Домашен фронт
- Abramov, Vladimir K. „Mordovia During the Second World War“, Journal of Slavic Military Studies (2008) 21#2 pp. 291 – 363.
- Annaorazov, Jumadurdy. „Turkmenistan during the Second World War“, Journal of Slavic Military Studies (2012) 25#1 pp. 53 – 64.
- Barber, John, and Mark Harrison. The Soviet Home Front: A Social and Economic History of the USSR in World War II, Longman, 1991.
- Berkhoff, Karel C. Harvest of Despair: Life and Death in Ukraine Under Nazi Rule. Harvard U. Press, 2004. 448 pp.
- Braithwaite, Rodric. Moscow 1941: A City and Its People at War (2006)
- Thurston, Robert W., and Bernd Bonwetsch (Eds). The People's War: Responses to World War II in the Soviet Union (2000)
- Dallin, Alexander. Odessa, 1941 – 1944: A Case Study of Soviet Territory under Foreign Rule. Portland: Int. Specialized Book Service, 1998. 296 pp.
- Ellmana, Michael, and S. Maksudovb. „Soviet deaths in the great patriotic war: A note“, Europe-Asia Studies (1994) 46#4 pp. 671 – 680 DOI:10.1080/09668139408412190
- Glantz, David M. The Siege of Leningrad, 1941 – 1944: 900 Days of Terror.   Zenith, 2001. ISBN 978-0-7603-0941-4.[неработеща препратка]
- Hill, Alexander. „British Lend-Lease Aid and the Soviet War Effort, June 1941 – June 1942“, Journal of Military History (2007) 71#3 pp. 773 – 808.
- Overy, Richard. Russia's War: A History of the Soviet Effort: 1941 – 1945 (1998) 432pp excerpt and txt search
- Reese, Roger R. „Motivations to Serve: The Soviet Soldier in the Second World War“, Journal of Slavic Military Studies (2007) 10#2 pp. 263 – 282.
- The People's War: Responses to World War II in the Soviet Union.   U. of Illinois Press, 2000. ISBN 978-0-252-02600-3.
- Vallin, Jacques; Meslé, France; Adamets, Serguei; and Pyrozhkov, Serhii. „A New Estimate of Ukrainian Population Losses During the Crises of the 1930s and 1940s.“ Population Studies (2002) 56(3): 249 – 264. Reports life expectancy at birth fell to a level as low as ten years for females and seven for males in 1933 and plateaued around 25 for females and 15 for males in the period 1941 – 44.

#### Първични източници
- Bidlack, Richard, and Nikita Lomagin, eds. The Leningrad Blockade, 1941 – 1944: A New Documentary History from the Soviet Archives.   Yale U.P.
- Hill, Alexander, ed. The Great Patriotic War of the Soviet Union, 1941 – 45: A Documentary Reader (2011) 368pp